# Хабазінська сільська рада
Хаба́зінська сільська рада (рос. Хабазинский сельский совет) — сільське поселення у складі Топчихинського району Алтайського краю Росії.
Адміністративний центр — село Хабазіно.

## Населення
Населення — 434 особи (2019; 504 в 2010, 734 у 2002).

## Склад
До складу сільської ради входять:
| Населений пункт   | Населення, осіб (2002) | Населення, осіб (2010) |
| ----------------- | ---------------------- | ---------------------- |
| Карасьово, селище | 56                     | 10                     |
| Хабазіно, село    | 678                    | 494                    |